# Waterfront (single)
Waterfront is een nummer van de Schotse band Simple Minds. De single verscheen op hun album Sparkle in the Rain uit 1983. Op 14 november van dat jaar werd het nummer uitgebracht als de eerste single van het album.

## Achtergrond
"Waterfront" bevat een nieuw geluid van Simple Minds, dat meer de kant van de rock op gaat in plaats van de experimentele postpunk en new wave op hun vroegere albums. Het nummer is kenmerkend door de baslijn, die doet denken aan een hartslag en bestaat uit een constante herhaling van een enkele noot (D). In een interview met het televisieprogramma Top 2000 à Go-Go vertelde gitarist Charlie Burchill hoe dit tot stand kwam: "Het begon allemaal met een basversterker, de Dynacord. Daarmee kon je een noot samplen die dan herhaald werd. Onze bassist Derek [Forbes] zat ermee te spelen, en toen kwam dat ritme eruit."
Zanger Jim Kerr vertelde hoe de tekst van "Waterfront" tot stand kwam: "Aan het begin van de jaren '80 was Glasgow in verval geraakt. Vanaf de oorlog, in het midden van de jaren '70, was Glasgow een brandpunt van industriële techniek, en met name scheepswerven. Maar aan het begin van de jaren '80 gingen de werven een voor een ten onder. Glasgow ging ten onder - het werd een spookstad. [...] Ik liep hier [langs de rivier Clyde] graag, ook al was het triest. Op een bewuste avond in 1983 was het een prachtige avond, de rivier stroomde en iets deed me denken dat dit soort dingen cyclisch zijn - niets loopt zomaar ten einde. [...] Een week later bedacht onze bassist Derek Forbes dat hartslagritme. Het klonk gewoon geweldig, het leek gemaakt voor grote zalen. Het voelde als een stoomschip, het was echt enorm. Door mijn wandeling en mijn gedachten over de rivier begon ik meteen tekst te schrijven, en binnen een half uur was 'Waterfront' geschreven."
Vanwege de sound van het nummer is het populair tijdens concerten van de band, en wordt vaak gespeeld als opener van de shows. Het werd een hit in een aantal landen, waarbij in Nieuw-Zeeland zelfs een nummer 1-hit werd gescoord. In thuisland het Verenigd Koninkrijk bleef de plaat op de 13e positie van de UK Singles Chart en de Schotse hitlijst steken. In Ierland werd de 5e positie bereikt, in Zweden de 16e en in Australië de 19e positie.
In Nederland werd de plaat veel gedraaid op Hilversum 3 en werd een radiohit op de nationale publieke popzender. Vreemd genoeg bereikte de plaat de Nederlandse Top 40 en de Nationale Hitparade niet. Wel werd de 2e positie in de Tipparade en de 7e positie in de Bubbling under als hoogste notering bereikt. In de TROS Top 50 piekte de plaat op de 39e positie. De plaat stond vijf weken in deze hitlijst genoteerd. In de Europese hitlijst op Hilversum 3, de TROS Europarade, werd géén notering behaald.
In België werd de plaat veel gedraaid op de radio, maar behaalde géén notering in zowel de voorloper van de Vlaamse Ultratop 50 als de Vlaamse Radio 2 Top 30. Ook in Wallonië werd géén notering behaald.
Het nummer wordt al jarenlang gespeeld wanneer de spelers van voetbalclub Sheffield Wednesday FC het veld op lopen voorafgaand aan de thuiswedstrijden.
Sinds de editie van december 2011 staat de plaat onafgebroken genoteerd in de jaarlijkse NPO Radio 2 Top 2000 van de Nederlandse publieke radiozender NPO Radio 2, met als hoogste notering een 494e positie in 2015.

## Hitnoteringen

### TROS Top 50
Hitnotering: 08-12-1983 t/m 05-01-1984 met als hoogste notering #39.

### NPO Radio 2 Top 2000
| Nummer met noteringen in de NPO Radio 2 Top 2000 | '00 | '01-'08 | '09 | '10 | '11  | '12 | '13 | '14 | '15 | '16 | '17 | '18 | '19 | '20 | '21 | '22 | '23 | '24 |
| ------------------------------------------------ | --- | ------- | --- | --- | ---- | --- | --- | --- | --- | --- | --- | --- | --- | --- | --- | --- | --- | --- |
| Waterfront                                       | 797 | -       | 884 | -   | 1063 | 799 | 705 | 647 | 494 | 704 | 680 | 794 | 798 | 767 | 679 | 638 | 628 | 759 |

1. ↑  Een '-' betekent dat het nummer niet was genoteerd en een vetgedrukt getal geeft de hoogste notering aan.
2. ↑  2000 was het eerste jaar met een notering voor dit nummer.